# Адиви, Рехавья
Адиви (Файнштейн) Рехавья (14 декабря 1900, Брест-Литовск, Гродненская губерния — 1972, Ашкелон) — израильский инженер, общественный деятель. Мэр Ашкелона (1965—1972).

## Биография
В Эрец-Исраэль приехал ребенком с родителями, которые были среди первых поселенцев Реховота. Закончил гимназию «Герцлия» в Тель-Авиве. Учился на инженера в Филадельфийском университете и получил степень бакалавра в области гражданского строительства.
В течение ряда лет был директором Банка Леуми в Ашкелоне. Активный деятель союза инженеров и архитекторов Израиля. После ухода из Банка Леуми в 1965 был избран мэром Ашкелона, занимал этот пост до своей смерти.